# تونی هاوکس
آنتونی گوردون هاوکسورث، MBE، که به نام تونی هاوکس شناخته می‌شود، کمدین و نویسنده انگلیسی است.
هاوکس در برایتون، ساسکس شرقی متولد شد. و در کالج برایتون تحصیل کرده‌است.